# Carlos Spano

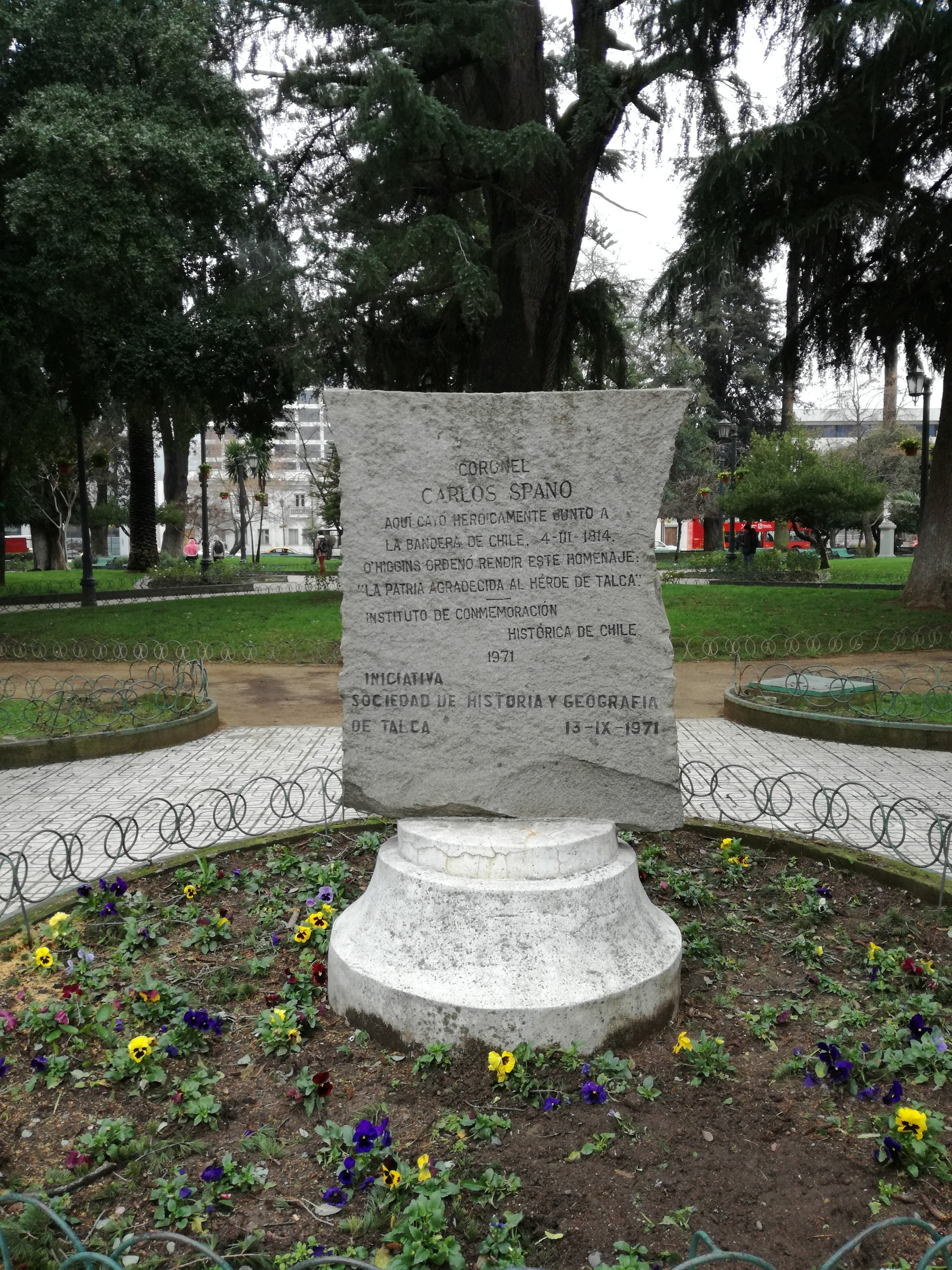
Monumento recordatorio al coronel Carlos Spano, en la Plaza de Armas de Talca.

Carlos Spano y Padilla (Málaga, España; 1773-Talca, Chile; 4 de marzo de 1814) fue un militar español que luchó por la causa patriota chilena y falleció en la toma de Talca. 
Fue hijo de Carlos Spano y María de los Santos Padilla. Desde 1786 sirvió en el ejército español como soldado, participando en las campañas de Ceuta, contra los moros, y en Aragón, contra los franceses.
Se le envió a la Capitanía General de Chile en el batallón de Infantes de Concepción. En 1787 era teniente de dragones de la Frontera y en 1813, sargento mayor de granaderos. Pese a haber nacido en la metrópoli, peleó a favor de los independentistas y participó en el sitio de Chillán, donde fue herido. El 27 de noviembre de 1813 fue nombrado comandante de granaderos en reemplazo de Juan José Carrera.
La Junta gubernativa chilena le confió la defensa de Talca ante el inminente ataque de las tropas realistas. El coronel Spano defendió gloriosamente la ciudad en la toma de Talca, donde murió. Debido a su acto de valentía, la ciudad de Talca le construyó una placa recordatoria en su plaza de armas; además, una villa, un colegio y una calle llevan su nombre. Se convirtió en héroe para los talquinos.
Había casado en la Ciudad de Mendoza el 26 de febrero de 1797, con María de las Nieves Zevallos Aziar. con quien tuvo siete hijos:
- María del Pilar Spano (Concepción, 13 de octubre de 1800-Buenos Aires, 25 de marzo de 1868), casada con el militar Tomás Guido
- Carlos Spano, falleció niño el 17 de abril de 1805
- María Rosa Spano, bautizada en Concepción el 22 de mayo de 1805
- Carlos Eustaquio, bautizado en Concepción el 6 de enero de 1808
- Nieves Spano, casada dos veces con Santiago Campbell y Carlos Lefebvre de Bécour.
- Concepción Spano, casada con Juan Ignacio Alcalde Velasco, hijo del cuarto conde de Quinta Alegre Juan Agustín Alcalde y Bascuñán
- Rosario Spano, casada con Juan De la Barra López, hijo del político Juan Francisco León de la Barra y sobrino del religioso Melchor León de la Barra